# Nathan Vandepitte
Nathan Vandepitte (Tielt, 3 maart 2000) is een Franse wielrenner.

## Carrière
Vandepitte werd geboren in België, maar toen hij 4 was, verhuisden zijn ouders naar Albi in Frankrijk. In zijn jeugd sloot hij zich daar aan bij de wielerclub Albi Vélo Sport en speelde ook vier jaar rugby. In 2019 ging hij rijden bij de opleidingsploeg van Wallonie Bruxelles in België, om in 2020 weer terug te keren bij Albi Vélo. In 2021 ging hij weer rijden voor het Belgische Bingoal WB Development Team. 
In 2023 ging hij van start als prof bij Bingoal WB.

## Overwinningen
2018 (junioren)
1ste etappe Tour des Portes du Pays d'Othe

## Resultaten in voornaamste wedstrijden
| Jaar | Ronde van Italië | Ronde van Frankrijk | Ronde van Spanje |
| ---- | ---------------- | ------------------- | ---------------- |
| 2023 |                  |                     |                  |
| 2024 |                  |                     |                  |

| Jaar | Parijs-Roubaix | Parijs-Tours |
| ---- | -------------- | ------------ |
| 2023 | 130e           |              |
| 2024 |                | 78e          |

## Ploegen
- 2021 −  Bingoal WB Development Team
- 2022 −  Bingoal WB Development Team
- 2023 −  Bingoal WB
- 2024 –  Bingoal WB

Blouwe · De Maeght · De Tier · Desal · Guerin · Lauk · Malucelli · Meens · Mertens · Mertz · Peyskens · Robeet · Salby · Teugels · Tizza · Van Boven · Van der Beken · Van Keirsbulck · Van Rooy · Vandepitte · Matthys (stagiair) · Persico (stagiair)
Blouwe · De Meester · De Tier · Desal · Matthys · Meens · Mertens (tot 31/5) · Persico · Peyskens · Portsmouth · Salby · Teugels · Tizza · Van Boven · Van der Beken · Van Rooy · Vandepitte · Vermoote · Villa · Vliegen · Weemaes · Van Petegem (stagiair)